# Lawrence Marston
Lawrence Marston (8 giugno 1857 – Manhattan, 1º febbraio 1939) è stato un attore, regista e commediografo statunitense.

## Biografia
Attore e uomo di teatro, il suo nome compare sulle locandine di Broadway dal 1896. Sposato all'attrice Lillian Lewis (1852-1899), scrisse per lei molti dei suoi lavori, recitò e fece l'impresario. La sua seconda moglie fu conosciuta solo come Mrs. Marston.
Negli anni dieci, iniziò a lavorare come regista alla Thanhouser Company, passando in seguito alla Biograph e ad altre compagnie. I giornali dell'epoca qualche volta fecero confusione tra lui e il fratello Theodore e anche l'American Film-Index (1908-1915) attribuisce erroneamente la regia di alcuni film a suo fratello che, invece, non lavorò mai per la Thanhouser.

## Filmografia
La filmografia è completa. Quando manca il nome del regista, questo non viene riportato nei titoli

### Regista
- The Star of Bethlehem - cortometraggio (1912)
- The Evidence of the Film, co-regia di Edwin Thanhouser - cortometraggio (1913)
- The Dove in the Eagle's Nest - cortometraggio (1913)
- His Uncle's Wives - cortometraggio (1913)
- When the Studio Burned  - cortometraggio (1913)
- Good Morning, Judge - cortometraggio (1913)
- Moths (1913)
- When the Worm Turned - cortometraggio (1913)
- The Fatal Wedding - cortometraggio (1914)
- The Road to Yesterday - cortometraggio (1914)
- The Woman in Black (1914)
- Masks and Faces (1914)
- Under the Gaslight (1914)
- The Millionaire Baby, co-regia di (non accreditato) Thomas N. Heffron (1915)
- Dora Thorne (1915)
- The Primrose Path (1915)
- Love's Pilgrimage to America (1916)
- Pique (1916)
- The Marriage Bond (1916)
- Wall Street Tragedy (1916)

### Aiuto regista
- Dora Thorne, regia di George Nichols - cortometraggio (1912)

### Sceneggiatore
- The Warfare of the Flesh, regia di Edward Warren (1917)
- The Border Legion, regia di T. Hayes Hunter (1918)
- A Man of Iron, regia di Whitman Bennett (1925)

### Direttore di produzione
- Ben-Hur: A Tale of the Christ, regia di Fred Niblo (1925)